# Gheorghe Păun
Gheorghe Păun (n. 6 decembrie 1950, Cicănești, Argeș, România) este matematician, informatician și om de cultură român, membru titular al Academiei Române și membru al Uniunii Scriitorilor și al Uniunii Ziariștilor Profesioniști din România, scriitor de non-ficțiune, de popularizare a matematicii, jocuri logice și de literatură (proză scurtă, roman, poezie, eseu, memorii).

## Biografie
Urmează școala generală în comuna natală (1957-1965), Liceul „Vlaicu Vodă” Curtea de Argeș (1965-1969), Facultatea de Matematică a Universității din București (1969-1974). A obținut doctoratul în matematică la Universitatea din  București în anul 1977, cu lucrarea „Simularea unor procese economice cu ajutorul teoriei limbajelor formale”, având drept coordonator pe matematicianul român Solomon Marcus.
A fost cercetător la Universitatea din București, iar din 1990 până în 2015 când s-a pensionat a fost  cercetător științific principal gradul I la Institutul de Matematică al Academiei Române . Numeroase burse și stagii de cercetare în Germania ((Magdeburg, Bursă Humboldt, 1992-93), Finlanda (Turku), Olanda (Leiden), Spania (Tarragona, Sevilla, Madrid), China (Wuhan), Japonia (Tokyo), Franța, Italia, Polonia, Ungaria, Austria etc., vizite repetate la universități și grupuri de cercetare din 40 de țări. 
A ținut conferințe la peste 120 de universități și a avut numeroase invitații la conferințe internaționale.
Principalele sale domenii de cercetare sunt teoria limbajelor formale și aplicațiile sale, lingvistică computațională, calcul bazat pe ADN și calcul celular/membranar.
Calculul membranar (engl. Membrane Computing) a fost inițiat de el în 1998, aceste modele purtând numele de sisteme P (engl. P Systems, cu P de la Păun).În 2016 a fost înființată International Membrane Computing Society (IMCS), http://imcs.org.cn/, al cărui președinte de onoare este. Din 2019, sub egida IMCS, Springer-Verlag publică Journal of Membrane Computing (https://www.springer.com/journal/41965).
Autor extrem de prolific și complex, a publicat peste  500 de articole științifice   multe dintre ele în colaborare cu peste 100 de cercetători din țară și din lume, și peste  60 de cărți: 11 cărți de matematică și informatică,  5 cărți de popularizare a științei, 10 cărți despre jocuri logice,  35 de cărți de literatură (SF, romane, memorii și poezie, eseuri). A editat peste 120 de volume colective de specialitate și cărți de cultură. Unele dintre cărțile sale au fost traduse în limbile japoneză, chineză, rusă, engleză, maghiară, italiană.
A fost sau este membru în colectivele editoriale a peste 25 de reviste internaționale și este implicat în comitetele de program și organizare a mai multor conferințe internaționale și workshop-uri.
A introdus jocul de GO în România, după 1982: rubrici, cărți, cluburi, competiții; a fost primul președinte al Federației Române de GO (https://frgo.ro/).
În prezent, este redactorul-șef al revistei lunare de cultură Curtea de la Argeș , sub egida căreia editează Biblioteca Revistei Curtea de la Argeș (până la finalul anului 2024, au apărut 42 de volume în această serie).
În 1997 a fost ales membru corespondent, iar în 2012 a fost ales membru titular al Academiei Române. La 24 octombrie 2012 și-a susținut discursul de recepție cu titlul „Căutând calculatoare în celula biologică. După douăzeci de ani”. Răspunsul la discurs a fost rostit de academicianul Solomon Marcus.
Din 2006 este membru titular al Academiei Europei. Din 2023 este membru de onoare al Academiei de Științe a Moldovei (https://asm.md/).
Academicianul Gheorghe Păun se bucură de o excepțională vizibilitate și recunoaștere internațională, opera sa având peste 28.000 de citări..  În anul 2009 a fost inclus de Thompson Institute for Scientific Information, ISI, în categoria "highly cited researcher". ". Conform https://research.com/scientists-rankings/computer-science/ro este cel mai citat informatician din România.
Domeniul pe care l-a inițiat în 1998 (DNA computing, membrane computing) a fost inclus în ediția revizuită a Mathematics Subject Clasification (MSC2020, p. 119) ca 68Q07 Biologically inspired models of computing.

## Lucrări publicate

### Monografii originale de informatică (teoretică)
- Mecanisme generative ale proceselor economice, Editura Tehnică, București, 1980
- Gramatici matriciale, Editura Științifică și Enciclopedică, București, 1981
- Gramatici contextuale, Editura Academiei, București, 1982
- Probleme actuale în teoria limbajelor formale, Editura Șțiințifică și Enciclopedică, București, 1984
- Paradoxurile clasamentelor, Editura Șțiințifică și Enciclopedică, București, 1987
- (în colaborare cu J. Dassow, Germania) Regulated Rewriting in Formal Language Theory, Akademie-Verlag, Berlin, 1989, Springer-Verlag, Berlin, Heidelberg, 1989.
- (în colaborare cu E. Csuhaj-Varju, Ungaria; J. Dassow, Germania; J. Kelemen, Cehoslovacia) Grammar Systems. A Grammatical Approach to Distribution and Cooperation, Gordon and Breach, seria Topics in Computer Mathematics, London, 1994.
- Marcus Contextual Grammars, Kluwer, Boston, Dordrecht, London, 1997.
- (în colaborare cu G. Rozenberg, A. Salomaa) DNA Computing. New Computing Paradigms, Springer-Verlag, Heidelberg, 1998, Springer-Verlag, Tokyo, 1999 (traducere în japoneză), Mir, Moscova, 2004 (traducere în rusă), Tsinghua Univ. Press, Beijing, 2004 (traducere în chineza simplificată).
- (în colaborare cu C. Calude) Computing with Cells and Atoms. An Introduction to Quantum, DNA and Membrane Computing, Francis and Taylor, London, 2000.
- Membrane Computing. An Introduction, Springer-Verlag, Berlin, 2002 (tradusă în chineză în 2012).

### Cărți de cultură științifică
- (în colaborare cu C. Calude) Modelul matematic – instrument și punct de vedere, Editura Științifică și Enciclopedică, București, 1982.
- Din spectacolul matematicii, Editura Albatros, București, 1983.
- Între matematică și jocuri, Editura Albatros, București, 1986; reeditată sub titlul Jocuri și matematică, vol. I, la Editura Tehnică, București, 2000.
- Matematica? Un spectacol!, Editura Științifică și Enciclopedică, București, 1988.
- Jocuri și matematică, vol. II, Editura Tehnică, București, 2000.
- Jocuri și matematică, vol. III, Editura Tehnică, București, 2001.

### Cărți literare
- Sfera paralelă, Editura Albatros, Colecția Fantastic Club, București, 1984 (povestiri scurte: Planeta natală; Printre noi...; Ultima cursă; Piatra soarelui; Sabotorii; Cosașii; Pădurea; Sfera paralelă; Poarta Nebunului).
- Generoasele cercuri, Editura Albatros, București, 1989 (povestiri): Cândva, în parc; Spirale; Un caz rezolvat; Duelul; Baladă; Dispariția unui vânzător de lozuri; Ieșind de la cinematograg; Capcana).
- O mie nouă sute nouăzeci și patru (sau 1994, continuare a romanului 1984 de G. Orwell), Editura Ecce Homo, București, 1993 (roman; traducere în engleză, Nineteen Ninety-Four, or The Changeless Change, Minerva Press, Londra, 1997, și în maghiară, 1994. Avagy a változás, amely nem változtat semmit, Ed. Pont Kiado, Budapesta, 2008).
- Oglinzi mișcătoare, Editura Scripta, București, 1994 (roman).
- Hotel Anghila, Editura Scripta, București, 1994 (roman).
- Nemiloasele cercuri, Editura Meșterul Manole, Curtea de Argeș, 2004 (povestiri, selecție din Sfera paralelă și Generoasele cercuri).
- Lotta, Editura Paralela 45, Pitești, 2005 (roman; traducere în italiană în 2013).
- Ultima saună, Editura Dacpress, Curtea de Argeș, 2006 (roman).
- Inscripții pe un bilet de tren, Editura Fundației Orient-Occident, București, 2007 (poeme în proză).
- Teama de toamnă, Editura Tiparg, Pitești, 2009 (versuri).
- De-a viața, Editura Tiparg, Pitești, 2009 (versuri).
- Haina arlechinului/L’habit de l’arlequin, Editura Tiparg, Pitești, 2009 (volum bilingv, româno-francez, selecție din volumele anterioare și traducere de Paula Romanescu).
- Guadalquiviria, Editura Vergiliu, București, 2009 (versuri, volum bilingv, româno-spaniol, cu traducerea în limba spaniolă de Maria Calleya).
- Lumea văzută de un matematician, Editura Arefeana, București, 2009 (eseuri).
- Privind peste umăr. Memorii premature, Editura Tiparg, Pitești, 2010.
- Cactus de veghe, Editura Tiparg, Pitești, 2011 (epigrame, împreună cu caricaturi de Cucu Ureche).
- Cărți și autori, Editura Tiparg, Pitești, 2012 (cronici de carte).
- De trecere și petrecere, Editura Tiparg, Pitești, 2013 (versuri).
- Vedere de pe Dealul Olarilor, Editura Ars Docendi, București, 2014 (tablete critic-umoristice).
- Cactus de veghe II, Editura Tiparg, Pitești, 2014 (epigrame, împreună cu caricaturi de Cucu Ureche).
- Ceasornicar de curcubeie, Editura Detectiv Literar, București, 2014 (versuri, antologie).
- Seniori ai culturii, I, (ed.), Editura Tiparg, Pitești, 2014.
- Vedere de pe Dealul Olarilor II, Editura Ars Docendi, București, 2016 (tablete critic-umoristice).
- Cactus de veghe III, Editura Tiparg, Pitești, 2016 (epigrame, împreună cu caricaturi de Cucu Ureche).
- 77 de editoriale, Editura Tiparg, Pitești, 2017 (editoriale apărute în revista Curtea de la Argeș).
- Vedere de pe Dealul Olarilor III, Ed. Ars Docendi, București, 2018 (tablete critic-umoristice).
- Seniori ai culturii, II (ed.), Editura Tiparg, Pitești, 2019.
- Lacrima Anei. Antologie, Editura Tiparg, Pitești, 2019,
- La curtea lui Urmuz, I, Editura Argeș Expres, Pitești, 2020.
- La curtea lui Urmuz, II, Editura Argeșul, Pitești, 2021
- La curtea lui Urmuz, III, Editura Biscara, București, 2022
- Seniori ai culturii, III (ed.), Editura Tiparg, Pitești, 2022.
- Anul Urmuz 2023, Editura Biscara, București, 2023.
- Alte 77 de editoriale, Editura Eikon, București, 2023 (editoriale apărute în revista Curtea de la Argeș).

### Cărți de jocuri logice
- Inițiere în GO, Recoop, București, 1985 (ediția a doua – 1986, ediția a treia – 1988, ediția a patra, la Editura Tehnică, București – 2000, ediția a cincea, la Editura Bibliostar, Râmnicu Vâlcea – 2017).
- Soluții pentru 50 de jocuri logice solitare, Recoop, București, 1987 (ediția a doua – 1989).
- 250 de probleme de GO, Recoop, București, 1987 (ediția a doua – 1989).
- Cartea jocurilor (coordonator și coautor), Recoop, București, 1988.
- Jocuri logice competitive, Editura Sport-Turism, București, 1989.
- (în colaborare cu I. Diamandi)  40 de jocuri în BASIC, Recoop, București, 1993.
- Teoria chibritului. 234,5 probleme logico-distractive, Editura Tehnică, București, 1999.
- Logică distractivă. 256 de probleme, Editura Tehnică, București, 2000.
- Jocuri cu cărți, Editura Tehnică, București, 2000.

### Cărți (de informatică-matematică) editate - selecție
- Mathematical Aspects of Natural and Formal Languages, World Scientific Publishing, Singapore, 1994 (492 + x pagini).
- Mathematical Linguistics and Related Topics, Editura Academiei Române, București, 1995 (364 + xii pagini).
- Artificial Life: Grammatical Models, The Black Sea University Press, București, 1995 (276 + xii pagini).
- (cu A. Salomaa) New Trends in Formal Languages: Control, Cooperation, Combinatorics., Lecture Notes in Computer Science 1218, Springer-Verlag, Berlin, 1997 (466 + x pagini).
- Computing with Bio-Molecules. Theory and Experiments, Springer-Verlag, Singapore, 1998 (358 + x pagini).
- (cu A. Salomaa) Grammatical Models of Multi-Agent Systems, Gordon and Breach, London, 1999 (372 + xii pagini).
- (cu J. Karhumaki, H.A. Maurer, G. Rozenberg) Jewels are Forever, Springer-Verlag, Berlin, 1999 (380 + xxx pagini).
- (cu G. Ciobanu) Foundamentals of Computing Theory ’99, Proceedings of the FCT Conf., Iași, 1999, Lecture Notes in Computer Science, 1684, Springer-Verlag, Berlin, 1999 (570 + x pagini).
- (cu C. Calude) Finite versus Infinite. Contributions to an Eternal Dilemma, Springer-Verlag, London, 2000 (374 + x pagini).
- (cu C. Martin-Vide) Recent Topics in Mathematical and Computational Linguistics, Ed. Academiei, București, 2000 (342 + x pagini).
- (cu G. Rozenberg, A. Salomaa) Current Trends in Theoretical Computer Science. Entering the 21st Century, World Scientific, Singapore, 2001 (870 + x pagini).
- (cu C.S. Calude, G. Rozenberg, A. Salomaa), Multiset Processing. Mathematical, Com¬puter Science, Molecular Computing Points of View, Springer-Verlag, Lecture Notes in Computer Science 2235, Berlin, 2001 (360 + viii pagini).
- (cu M. Ito, S. Yu) Words, Semigroups, Transductions (Festschrift in Honour of Gabriel Thierrin), World Scientific, Singapore, 2001 (444 + xii pagini).
- (cu G. Rozenberg, A. Salomaa, C. Zandron) Membrane Computing. International Work-shop, WMC 2002, Curtea de Argeș, Romania, August 2002. Revised Papers, Lecture Notes in Computer Science 2597, Springer-Verlag, Berlin, 2003 (437 de pagini).
- (cu C. Martin-Vide, V. Mitrana) Formal Language Theory and Applications, Springer-Verlag, Berlin, 2004 (620 + xii pagini).
- (cu N. Jonoska, G. Rozenberg) Aspects of Molecular Computing. Essays Dedicated to Tom Head on the Occasion of His 70th Birthday, LNCS 2950, Springer-Verlag, Berlin, 2004 (390 + x pagini).
- (cu G. Rozenberg, A. Salomaa) Current Trends in Theoretical Computer Science. The Challenge of the New Century, Vol. I Algorithms and Complexity (664 + xii pagini), Vol. II Formal Models and Semantics (628 + xii pagini), World Scientific, Singapore, 2004.
- (cu C. Martin-Vide, G. Mauri, G. Rozenberg, A. Salomaa) Membrane Computing, International Workshop, WMC 2003, Tarragona, July 2003, Selected Papers, LNCS 2933, Springer-Verlag, Berlin, 2004 (382 + x pagini)
- (cu J. Karhumaki, H. Maurer, G. Rozenberg) Theory is Forever. Essays Dedicated to Arto Salomaa, on the Occasion of His 70th Birthday, LNCS 3113, Springer-Verlag, Berlin, 2004 282 + x pages).
- (cu G. Mauri, M.J. Perez-Jimenez, G. Rozenberg, A. Salomaa) Membrane Computing, International Workshop, WMC5, Milano, Italy, 2004, Selected Papers, LNCS 3365, Springer-Verlag, Berlin, 2005 (417 + viii pagini).
- (cu G. Ciobanu, M.J. Perez-Jimenez) Applications of Membrane Computing, Springer-Verlag, Berlin, 2006 (442 + x pagini).
- (cu M.A. Gutierrez-Naranjo, M.J. Perez-Jimenez) Cellular Computing. Complexity Aspects, Fenix Editora, Sevilla, 2005 (296 + viii pagini).
- (cu R. Freund, G. Lojka, M. Oswald) Proceedings of Sixth International Workshop on Membrane Computing, WMC6, Vienna, July 18–21, 2005 (540 de pagini).
- (cu C.S. Calude, M.J. Dinneen, M.J. Perez-Jimenez, G. Rozenberg) Unconventional Computation. 4th International Conference, UC2005, Sevilla, Spain, October 2005. Proceedings, LNCS 3699, Springer-Verlag, Berlin, 2005 (268 + xii pagini; ISBN 3-540-29100-8, 77 de autori).
- (cu R. Freund, G. Rozenberg, A. Salomaa) Membrane Computing, International Workshop, WMC6, Vienna, Austria, 2005, Selected and Invited Papers, LNCS 3850, Springer-Verlag, Berlin, 2006 (372 +x pagini; 45 autori).
- (cu C.S. Calude, M.J. Dinneen, G. Rozenberg, S. Stepney) Unconventional Computation. 5th International Conference, UC2006, York, UK, September 2006. Proceedings, LNCS 4135, Springer-Verlag, Berlin, 2006 (268 + x pagini).
- (cu H.J. Hoogeboom, G. Rozenberg, A. Salomaa) Membrane Computing, International Workshop, WMC7, Leiden, The Netherlands, 2006, Selected and Invited Papers, LNCS 4361, Springer-Verlag, Berlin, 2007 (556 + x pagini).
- (cu G. Eleftherakis, P. Kefalas, G. Rozenberg, A. Salomaa) Membrane Computing, International Workshop, WMC8, Thessaloniki, Greece, 2007, Selected and Invited Papers, LNCS 4860, Springer-Verlag, Berlin, 2007 (454 + xii pagini).
- (cu D. Corne, P. Frisco, G. Rozenberg, A. Salomaa) Membrane Computing, International Workshop, WMC9, Edinburgh, UK, Selected and Invited Papers, LNCS 5391, Springer-Verlag, Berlin, 2008 (404 + x pagini).
- (cu G. Rozenberg, A. Salomaa) Handbook of Membrane Computing, Oxford University Press, 2010 (672 + xviii pages).
- (cu M.J. Perez-Jimenez, A. Riscos-Nunez, G. Rozenberg, A. Salomaa) Membrane Computing, Tenth International Workshop, WMC 2009, Curtea de Argeș Romania, August 2009, Selected and Invited Papers, LNCS 5957, Springer-Verlag, Berlin, 2009 (488 + x pagini).
- (cu M. Gheorghe, T. Hinze, G. Rozenberg, A. Salomaa) Membrane Computing. 11th International Conference, CMC11, Jena, Germany, August 24-27, 2010. Revised, Selected, and Invited Papers, LNCS 6501, Springer-Verlag, Berlin, 2010 (394 + x pagini).
- (cu M. Gheorghe, G. Rozenberg, A. Salomaa, S. Verlan)  Membrane Computing. 12th International Conference, CMC12, Fontainebleau, France, August 2011. Revised, Selected, Invited Papers, LNCS 7184, Springer-Verlag, Berlin, 2012 (372 + x pagini).
- (cu M.A. Martinez-del-Amor et al.) Proceedings of the Tenth Brainstorming Week on Membrane Computing, Sevilla, 2012, 2 volume, Fenix Editora, Sevilla, 2012 (322 + xii, respectiv, 302 + xii pagini).
- (cu S. Cojocaru, D. Vaida) One Hundred Romanian Authors in Theoretical Computer Science, Editura Academiei Române, București, 2018 (xii +.304 pagini).
- Solomon Marcus, Opere Alese – Informatică, Editura Spandugino, București, 2018 (vol. I: xxxii + 374 pagini, vol. II: xiv +392 pagini).
- (cu Cristian S. Calude), In memorian Solomon Marcus, Mdpi AG, 2022, 148 p.

### Numere speciale de reviste editate
- International Journal of Computer Mathematics, vol. 17, nr. 1 (1985).
- Analele Universității București. Seria Matematică-Informatică, vol. 47, nr. 2 (1998).
- (cu D. Dascălu) Romanian Journal of Information Science and Technology, vol. 1, nr. 4 (1998).
- Romanian Journal of Information Science and Technology, vol. 5, nr. 2-3 (2002).
- (cu R. Freivalds, J. Hromkovic) Theoretical Computer Science, vol. 264, nr. 1 (2001).
- (cu T. Yokomori) Soft Computing, vol. 5, nr. 2 (2001).
- Fundamenta Informaticae, vol. 49, nr. 1-3 (2002).
- Romanian Journal of Information Science and Technology, vol. 6, nr. 1-2 (2003).
- (cu C. Martin-Vide) Natural Computing, vol. 2, nr. 3 (2003).
- (cu M.J. Perez-Jimenez) Journal of Universal Computer Science, vol. 10, nr. 5 (2004).
- (cu N. Jonoska) New Generation Computing, vol. 22, nr. 4 (2004).
- (cu M.J. Perez-Jimenez) Soft Computing,vol. 9, nr. 9 (2005).
- (cu C. Calude, G. Rozenberg) Fundamenta Informaticae,vol. 64, nr. 1-4 (2005).
- (cu M.J. Perez-Jimenez) International Journal of Foundations of Computer Science, vol. 17, nr. 4 (2006).
- (cu G. Rozenberg, A. Salomaa) Fundamenta Informaticae, vol. 73, nr. 1-2 (2006).
- (cu M.J. Perez-Jimenez) Journal of Automata, Languages and Combinatorics, vol. 11, nr. 3 (2006).
- (cu M.J. Perez-Jimenez) Theoretical Computer Science, 372, 2-3 (2007).
- (cu L. Pan) Progress in Natural Sciences, vol. 17, nr. 7 (2007).
- (cu E. Csuhaj-Varju, G. Vaszil) Fundamenta Informaticae,vol. 76, nr. 3 (2007).
- (cu J. Kelemen) Computers and Informatics, vol. 27 (2008).
- (cu M. Ionescu, T. Yokomori) Natural Computing, vol. 7, nr. 4 (2008).
- (cu M.J. Perez-Jimenez) Fundamenta Informaticae, vol. 87, nr. 1 (2008).
- (cu M.J. Perez-Jimenez) International Journal of Unconventional Computing, vol. 5, nr. 5 (2009).
- (cu G. Mauri, A. Riscos-Nunez) International Journal of Computers, Communication and Control, vol. 4, nr. 3 (2009).
- (cu M.J. Perez-Jimenez, Gh. Ștefănescu) Journal of Logic and Algebraic Programming, vol. 79, nr. 6 (2010).
- (cu M.J. Perez-Jimenez) Romanian Journal of Information Science and Technology, vol. 13, nr. 2 (2010).
- (cu R. Barbuti, G. Franco) Natural Computing, vol. 10, nr. 1 (2011).
- (cu P. Frisco, M.J. Perez-Jimenez) International Journal of Natural Computing Research (IJNCR), vol. 2, nr. 2-3 (2011).
- (cu Atulya Nagar) Natural Computing, vol. 12, nr. ?? (2012).
- (cu M.J. Perez-Jimenez) International Journal of Computer Mathematics, vol. 90, nr. 4 (2013).
- (cu M. Gheorghe, M.J. Perez-Jimenez) International Journal of Unconventional Computing, vol. 9, nr. 5-6 (2013).
- (cu M. Gheorghe, G. Zhang) Romanian Journal of Information Science and Technology, vol. 17, nr. 1 (2014).
- (cu M. Gheorghe, A. Riscos-Nunez, G. Rozenberg) Fundamenta Informaticae, vol. 134, nr. 1-2 (2014).
- (cu S. Cojocaru, M. Margenstern, S. Verlan) Fundamenta Informaticae, vol. 138, no. 1-2 (2015).
- (cu I. Petre, G. Rozenberg, A. Salomaa) Theoretical Computer Science, vol. 701, no. 1 (2017).
- (cu A. Dennunzio, G. Rozenberg, C. Zandron) Fundamenta Informaticae, vol. 171, no. 1-4 (2020).

## Premii, titluri, membru al unor organizații profesionale
- Premiul „Gheorghe Lazăr”, al Academiei Române, în anul 1983.
- Nominalizat pentru Premiul de Excelență în Cultura Românească, ediția I, 1999.
- Membru, pentru diferite perioade, al Societății Americane de Matematică, al Societății Române de Matematică și al Societății Române de Informatică.
- Din 1991, membru al Consiliului de conducere al Asociației Europene de Informatică Teoretică (EATCS), reales în 1994, 1997 și 2000.
- Invitat pentru a deveni membru al IEEE‐USA și al AAAS (American Association for the Advancement of Science)‐USA.
- Doctor Honoris Causa și membru de onoare al Academiei Internaționale de Informatizare de pe lângă ONU, filiala Chișinău, din 1998.
- Honorary visiting professor al HUST (Huazhong University of Science and Technology), Wuhan, China, din 2005.
- Doctor honoris causa al Universității Sileziene din Opava, Cehia, din 2008.
- Membru al International Academy of Mathematical Chemistry, din 2010
- Premiul anual de informatică „Gr.C. Moisil” al ASE București (2009).
- Doctor honoris causa al Universității din Pitești din 2010
- Doctor honoris causa al Universității Agora din Oradea din 2015
- Doctor honoris causa al Universității de vest din Timișoara din 2016
- Doctor honoris causa al Universității Apollonia din Iași din 2017
- Decorat cu Ordinul național „Steaua României” în grad de cavaler (2016)[16]
- Medalia „Sfântul Voievod Neagoe Basarab” a Arhiepiscopiei Argeșului și Muscelului (2020)
- Medalia „Dimitrie Cantemir” a Academiei de Științe a Moldovei (2020).
- Membru de onoare al Academiei de Științe a Moldovei din 2023.
- Cetățean de onoare al orașului Curtea de Argeș (1999), cetățean de onoare al județului Argeș (2007), cetățean de onoare al comunei Cicănești (2009).

## Dedicații
‐ 2000: îi este dedicat volumul Where Mathematics, Computer Science, Linguistics, and Biology Meet (C. Martin‐Vide, V. Mitrana, eds), cu subtitlul Essays in Honour of Gheorghe Păun, Editura Kluwer (Dordrecht, Boston, London).
‐ 2002: îi este dedicat volumul Grammars and Automata for String Processing: From Mathematics and Computer Science to Biology, and Back (C. Martin‐Vide, V. Mitrana, eds.), Editura Taylor and Francis, London.
‐ 2010 (a 60‐a aniversare a zilei de naștere): îi sunt dedicat două numere speciale de reviste: International Journal of Foundations of Computer Science și Computer Science Journal of Moldova, și volumul Computation, Cooperation, and Life. Essays Dedicated to Gheorghe Păun on the Occasion of His 60th Birthday, editat de J. Kelemen și A. Kelemnova, Springer‐Verlag, seria Lecture Notes in Computer Science (nr. 6610).
-  2015 (a 65-a aniversare a zilei de naștere): îi este dedicat volumul Multidisciplinary Creativity. Homage to Gheorghe Păun on his 65th Birthday (M. Gheorghe, I. Petre, M.J. Perez-Jimenez, G. Rozenberg, A. Salomaa, eds.) Editura Spandugino, București.
-   2020 (a 70-a aniversare a zilei de naștere): îi este dedicat volumul Liber Amicorum. Academician Gheorghe Păun’s 70th Birthday (M. Gheorghe, A. Păun, G. Rozenberg, A. Salomaa, eds.), Bibliostar-Rotarexim SA, Râmnicu Vâlcea